# 航空医学実験隊
航空医学実験隊（こうくういがくじっけんたい、英称：Aeromedical Laboratory）とは航空医学及び心理学上の各種調査研究並びに救命装備品等の実用試験、航空身体検査、航空生理訓練、防衛装備庁の研究所などへの航空医学に関する技術協力などを行っていた部隊である。航空開発実験集団（府中）隷下にあり、入間基地に所在して、国内最大規模の低圧訓練装置などを保有していた。

## 沿革
- 1957年（昭和32年）11月1日：臨時航空医学実験隊が立川に新編。
- 1958年（昭和33年）11月1日：航空医学実験隊と改称。
- 1989年（平成元年）3月16日：航空開発実験集団新編により、隷下に編入。
- 2006年（平成18年）12月15日：総務部、第3部、第4部が立川分屯基地から入間基地に移動。
- 2022年（令和04年）3月14日：第1部、第2部が立川分屯基地から入間基地に移動[2][3][4]。
- 2025年（令和07年）3月24日：部隊廃止（航空安全管理隊と統合され航空医学安全研究隊が新編）[5]。

## 廃止時の部隊編成
- 総務部
- 第1部：フライトシミュレータ等によって、行動科学に関する研究を行っていた。
- 第2部：搭乗員等の健康への影響についての調査研究を行っていた。
- 第3部：操縦士や航空学生に対して航空身体検査を行っていた。
- 第4部：低圧飛行訓練、加速度訓練、射出座席訓練等、機材による訓練を行っていた。

## 歴代の主要幹部
| 代                 | 氏名                | 在任期間                | 出身校・期                               | 前職                                                                             | 後職                                                                     |                  |
| 航空医学実験隊長   | 航空医学実験隊長    | 航空医学実験隊長        | 航空医学実験隊長                         | 航空医学実験隊長                                                                 | 航空医学実験隊長                                                         | 航空医学実験隊長 |
| ------------------ | ------------------- | ----------------------- | ---------------------------------------- | -------------------------------------------------------------------------------- | ------------------------------------------------------------------------ | ---------------- |
| 01                 | 大島正光            | 1958.11.1 - 1963.7.14   | 東京帝国大学医学部 昭和13年卒            | 臨時航空医学実験隊長 →1962.1.1 空将補昇任                                        | 文部省出向                                                               |                  |
| 02                 | 横堀栄              | 1963.7.15 – 1974.6.30   | 東京帝国大学医学部 昭和14年卒            | 空将補として採用 →1970.6.1 空将昇任                                              | 退職                                                                     |                  |
| 03                 | 藤田吉彦 （空将）   | 1974.7.1 – 1976.6.30    | 九州大学医学部 昭和18年卒                | 航空幕僚監部衛生部長 →1974.5.1 航空医学実験隊付                                  | 退職                                                                     |                  |
| 04                 | 齊藤一郎 （空将）   | 1976.7.1 – 1979.12.31   | 海経29期・ 慶應義塾大学医学部 昭和25年卒 | 航空幕僚監部衛生部長                                                             | 退職                                                                     |                  |
| 05                 | 黒田勲              | 1980.1.1 – 1983.2.15    | 北海道大学医学部 昭和26年卒              | 航空幕僚監部衛生部長 →1980.7.1 空将昇任                                          | 退職                                                                     |                  |
| 06                 | 飛松憲夫 （空将）   | 1983.2.16 – 1984.4.10   | 熊本医科大学 昭和25年卒                  | 航空幕僚監部衛生部長                                                             | 航空医学実験隊司令                                                       |                  |
| 航空医学実験隊司令 |                     |                         |                                          |                                                                                  |                                                                          |                  |
| 01                 | 飛松憲夫 （空将）   | 1984.4.11 – 1984.7.1    | 熊本医科大学 昭和25年卒                  | 航空医学実験隊長                                                                 | 退職                                                                     |                  |
| 02                 | 岩滝典生 （空将）   | 1984.7.2 – 1985.12.12   | 陸士60期・ 大阪市立医専 昭和26年卒       | 航空幕僚監部衛生部長                                                             | 退職                                                                     |                  |
| 03                 | 加々美光安 （空将） | 1985.12.13 – 1989.3.15  | 東邦医科大学 昭和29年卒                  | 航空幕僚監部衛生部長                                                             | 航空幕僚監部付 →1989.3.31 退職 →1989.4.1 自衛隊中央病院長                |                  |
| 04                 | 矢倉成幸            | 1989.3.16 – 1994.6.30   | 慶応義塾大学医学部 昭和35年卒            | 航空幕僚監部首席衛生官                                                           | 退職                                                                     |                  |
| 05                 | 丸田英夫            | 1994.7.1 – 1997.6.30    | 慈恵医科大学 昭和42年卒                  | 自衛隊三沢病院長                                                                 | 航空幕僚監部首席衛生官                                                   |                  |
| 06                 | 中村彰男            | 1997.7.1 – 2002.12.1    | 九州大学医学部 昭和42年卒                | 自衛隊岐阜病院長                                                                 | 退職                                                                     |                  |
| 07                 | 大橋幸一郎          | 2002.12.2 – 2005.3.27   | 防医大1期                                | 航空医学実験隊第3部長 兼 防衛医科大学校講師 →2004.8.30 空将補昇任                | 自衛隊岐阜病院長 兼 防衛医科大学校講師                                   |                  |
| 08                 | 赤松知光            | 2005.3.28 – 2007.3.27   | 群馬大学 昭和47年卒                      | 航空幕僚監部首席衛生官                                                           | 防衛医科大学校幹事                                                       |                  |
| 09                 | 髙田三郎            | 2007.3.28 - 2009.12.6   | 大阪薬科大学 昭和47年卒                  | 航空総隊司令部医務官 →2007.9.1 空将補昇任                                        | 退職                                                                     |                  |
| 10                 | 吉村一克            | 2009.12.7 – 2012.12.3   | 防医大5期                                | 自衛隊中央病院第1外科部長                                                        | 自衛隊岐阜病院長                                                         |                  |
| 11                 | 山田憲彦            | 2012.12.4 – 2015.3.29   | 防医大6期                                | 航空幕僚監部首席衛生官                                                           | 防衛医科大学校幹事                                                       |                  |
| 12                 | 別宮愼也            | 2015.3.30 – 2017.7.31   | 防医大10期                               | 航空幕僚監部首席衛生官付次席衛生官 兼 衛生官（歯科担当）                         | 航空幕僚監部首席衛生官                                                   |                  |
| 13                 | 森本浩吉            | 2017.8.1 - 2018.12.19   | 防医大9期                                | 航空教育集団司令部医務官                                                         | 自衛隊岐阜病院長                                                         |                  |
| 14                 | 桒田成雄            | 2018.12.20 - 2020.12.21 | 防医大13期                               | 航空支援集団司令部医務官                                                         | 航空幕僚監部首席衛生官                                                   |                  |
| 15                 | 加藤圭              | 2020.12.22 - 2022.3.16  | 防医大15期                               | 航空教育集団司令部医務官 兼 防衛医科大学校病院 兼 自衛隊中央病院診療技術部病理課 | 自衛隊入間病院長 兼 防衛医科大学校病院 兼 自衛隊中央病院診療技術部病理課 |                  |
| 16                 | 辻本哲也            | 2022.3.17 - 2023.12.21  | 防医大17期                               | 自衛隊那覇病院長                                                                 | 航空幕僚監部首席衛生官                                                   |                  |
| 末                 | 辻本由希子          | 2023.12.22 -2025.3.23   | 防医大14期                               | 航空教育集団司令部医務官                                                         | 航空医学安全研究隊司令                                                   |                  |